# Rising Sun (yate)
Rising Sun es un yate de lujo diseñado por Jon Bannenberg, y construido por la Alemana Lürssen. Actualmente es copropietario Larry Ellison, CEO de Oracle Corporation, junto con David Geffen. El barco es el 6 º yate más grande del mundo con una eslora de casi 138 metros (453 pies) y una manga de 19 m. Se ha reportado que su construcción costó 377 millones de dólares.

## Datos
Algunos datos del yate son:
- Cuatro MTU 20V 8000 M90 motores diésel que producen una salida de 36.000 kW (50.000 CV)
- Cuatro hélices que le permiten alcanzar una velocidad de 28 nudos (52 km/h)
- 82 habitaciones en cinco pisos con una superficie aproximada de más de 8.000 metros cuadrados
- Encimeras de Onyx
- Baños con jacuzzi
- Un gimnasio/spa y sauna
- Una amplia bodega de vinos
- Un baño principal y dormitorio
- Un cine privado con una pantalla gigante de plasma,
- Una cancha de baloncesto en la cubierta principal (que puede ser usada como una plataforma de helicóptero de ser necesario.

## Galería de imágenes

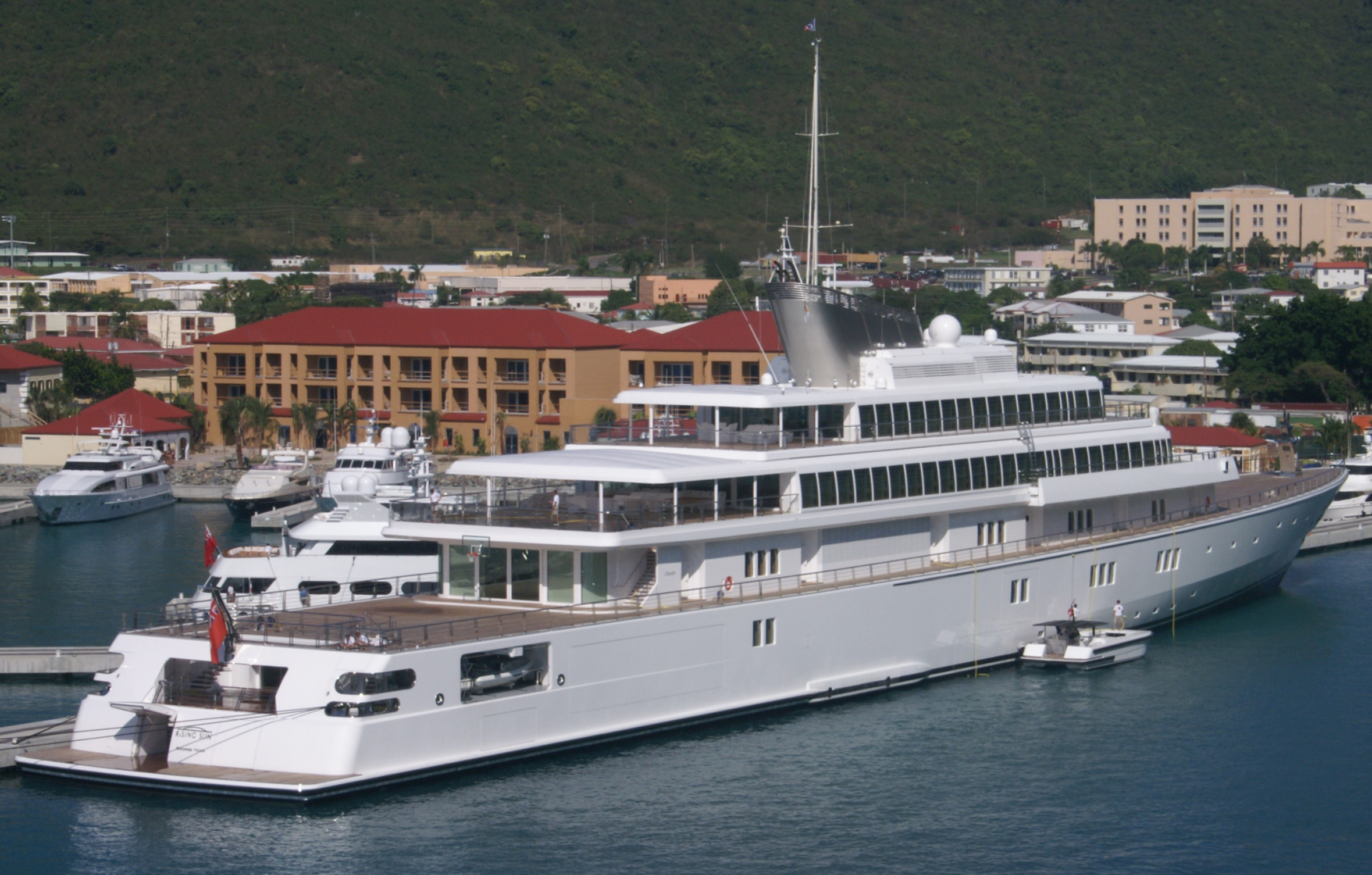
Vista trasera y lateral del Rising Sun en el año 2006.
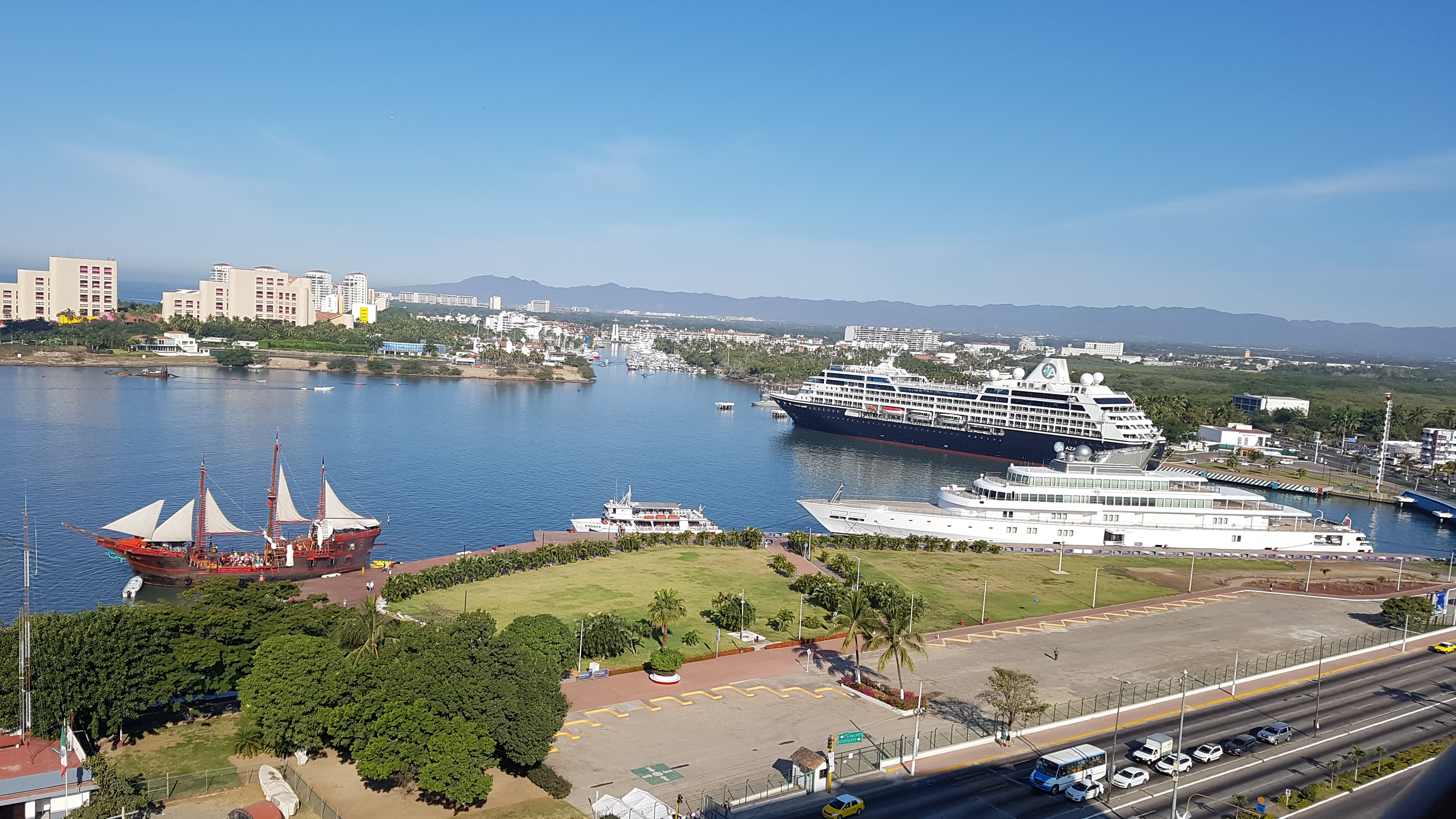
Rising Sun atracado en Puerto Vallarta (México), año 2017.